# Joan Busquets i Dalmau
Joan Busquets i Dalmau (Gerona, 18 de febrero de 1934 - Gerona, 13 de noviembre de 2018) fue un sacerdote e historiador español. 

## Biografía
Hijo de un bibliotecario archivero, cursó los estudios eclesiásticos en el Seminario de Gerona y fue ordenado presbítero en 1957, con apenas 23 años.  En Roma se licenció en Historia de la Iglesia católica por la Pontificia Universidad Gregoriana y en Teología por la Pontificia Universidad Lateranense. En 1966 se licenció en Historia por la Universidad Complutense de Madrid. Doctor en historia por la Universidad Autónoma de Barcelona en 1993, con una tesis sobre Cataluña y la Iglesia en el siglo XVII. 
Entre sus ensayos, cabe destacar el titulado Martín Lutero. Valoración actual de la Reforma (1986), premio Carles Rahola de ensayo 1984; La Cataluña del Barroco vista desde Gerona; La Crónica de Jerónimo del Real (1626-1683) (1994); la introducción a la primera versión catalana de las obras de Martín Lutero; La libertad del cristiano; Comentario al Magnificado; La cautividad babilónica de la Iglesia (1996); La vocación: seguimiento y servicio (1997); El papa Juan XXIII, bienaventurado y estimado y Pablo VI y la reanudación del Concilio, ambos de 2003. 

## Publicaciones
- Pau VI i la represa del Concili: lliçó inaugural del curs acadèmic 2003-2004 (2003)
- L'església i la ciència: de Galileu als nostres dies: lliçó inaugural de l'Institut de Superior de Ciències Religioses (IREL) Curs 1997-1998 (1998)
- La vocació: seguimiento y servicio (1997)
- La vocació: seguiment i servei (1997)
- La llibertat del cristià: Comentari al Magníficat; La captivitat babilònica de l'Església, Martin Luther (1996)
- La Catalunya del barroc vista des de Girona: la Crònica de Jeroni de Real, (1626-1683) (1994)
- Girona al segle XVII, amb Antoni Simon i Tarrés (1993)
- Una ciutat catalana del barroc: Girona segons la crònica de Jeroni de Real (1991)
- ¿Quién era Martín Lutero? (1986)
- Martí Luter : valoració actual de la Reforma (1986)
- I una terra nova (1985)